# Museu Costa e Silva
O Museu Costa e Silva também conhecido por Museu Casa Costa e Silva, é um museu do município de Taquari, no Rio Grande do Sul, integrado ao Sistema Estadual de Museus do Rio Grande do Sul.

## Acervo
A instituição serve de memorial ao marechal Costa e Silva e foi criada na casa onde nasceu o ex-presidente do Brasil, Artur da Costa e Silva, e guarda e dispõe ao público objetos pessoais que foram do ex-presidente bem como móveis que pertenceram à família dele, além de instrumentos e móveis que contam a imigração açoriana e de generalidades sobre a cultura do município de Taquari. Em dezembro de 2014 a Prefeitura de Taquari resolveu retirar o busto do ex-presidente que ficava em uma praça da cidade, situada na Lagoa Armênia, e instalou a escultura no museu. O ato da retirada aconteceu porque a instituição entendeu que, segundo a divulgação do relatório da Comissão Nacional da Verdade, todos os presidentes da ditadura militar foram responsáveis pelas atrocidades do período. Assim, a prefeitura da cidade removeu a escultura, por entender que não havia necessidade de prestar a homenagem publicamente.
O subsolo da casa abriga algumas cadeiras do Cine Teatro São João, os objetos pessoais do Frei Ruschell, o primeiro jornal o Taquaryense e os microfones e transmissores da rádio Açoriana.

## Lei brasileira dos acervos presidenciais
No ordenamento jurídico brasileiro a lei federal Nº.8.394, de 30 de dezembro de 1991, a Lei Brasileira dos Acervos Presidenciais é a norma legal que dispõe sobre a preservação, organização e proteção dos acervos documentais privados dos presidentes da República, assim como a Lei dos Registros Presidenciais do Estados Unidos, determina que os acervos dos ex-presidentes são de utilidade nacional e de disponibilização pública, nos termos legais que competem à Comissão Memória dos Presidentes da República.

## Costa e Silva
O presidente Costa e Silva nasceu em Taquari, no Rio Grande do Sul, em 3 de outubro de 1899. Durante toda a sua vida e também adolescência estudou em escolas militares. Em 1922, Artur da Costa e Silva participou da revolta tenentista e foi quando ficou aprisionado e indultado. Começou a atuar na política no cargo de ministro da Guerra no governo do presidente Castelo Branco e deixou o cargo para concorrer às eleições indiretas para a Presidência da República, pelo partido Arena. Tendo como vice presidente Pedro Aleixo, Costa e Silva tornou-se presidente em 3 de outubro de 1966 e ficou no cargo até 1969.